# Bandits (Computerspiel)
Bandits ist ein Computerspiel aus dem Genre der Shoot ’em ups, das von Tony Ngo, Benny Ngo & Len Bertoni entwickelt und von der Firma Sirius Software erstmals im Jahre 1982 veröffentlicht wurde. Es wurde für die Heimcomputer Apple II, C64, die Atari-Heimcomputer und VC20 veröffentlicht. Es handelt sich bei Bandits um ein ähnliches Spiel wie der Klassiker Space Invaders oder Galaga.

## Spielprinzip
In dem Spiel werden jedoch nicht nur die Raumschiffe angegriffen, sondern die Invasoren versuchen auch Früchte zu erobern. Das Spiel ist zu Ende, wenn entweder alle Raumschiffe des Spielers vernichtet oder alle Früchte gestohlen worden sind. Es gibt mehrere Sorten von Invasoren, die in den höheren Leveln auch gemeinsam angreifen. Um gegen die immer zahlreicher werdenden Feinde zu bestehen, kann ein Schutzschirm eingeschaltet werden.

## Sonstiges
Die Grafik und der Sound entsprechen dem damaligen Spielhallen-Standard. Auf Musik wurde ganz verzichtet. Gesteuert wird mit dem Joystick, wobei die Bewegung nach vorn den Schutzschirm anschaltet. Ab 10.000 Punkten gibt es ein Extra-Leben.

## Weitere gleichnamige Spiele
1983 erschien dieses Spiel von Oak Software/Deskflair Games für den BBC Micro.
1986 erschien ein DOS-Spiel, welches aber einen einarmigen Banditen simuliert.
2002 erschien ein PC-Rennspiel namens Bandits: Phoenix Rising.